# Clayton Daniels
Clayton Daniels, trước đó Clayton Jagers, (sinh ngày 10 tháng 7 năm 1984 ở Cape Town, Western Cape) là một cầu thủ bóng đá người Nam Phi thi đấu cho câu lạc bộ Premier Soccer League SuperSport United ở vị trí hậu vệ.
Anh đến từ Bishop Lavis ở Cape Flats.

## Danh hiệu

### Câu lạc bộ
SuperSport United
- Cúp Nedbank: 2016